# Tamarugal (provins)
Provincia del Tamarugal är en provins i Chile.   Den ligger i regionen Región de Tarapacá, i den norra delen av landet, 1 500 km norr om huvudstaden Santiago de Chile. Antalet invånare är 20 053. Arean är 39 391 kvadratkilometer.
Terrängen i Provincia del Tamarugal är huvudsakligen bergig, men åt sydväst är den kuperad.
Provincia del Tamarugal delas in i:
- Camiña
- Colchane
- Huara
- Pica
- Pozo Almonte

Trakten runt Provincia del Tamarugal är ofruktbar med lite eller ingen växtlighet. Trakten runt Provincia del Tamarugal är nära nog obefolkad, med mindre än två invånare per kvadratkilometer.